# جت اسکی در بازی‌های آسیایی ۲۰۱۸
جت اسکی یکی از ورزش‌های بازی‌های آسیایی ۲۰۱۸ است که از ۲۳ تا ۲۶ اوت ۲۰۱۸ برگزار شده‌است.
این مسابقات در دو بخش مردان و زنان در ساحل آنکوال، جاکارتا، اندونزی انجام شده‌است.

## مدال‌ها
| رویداد             | طلا                                | نقره                               | برنز                         |
| رانندگی پایدار باز | Aqsa Sutan Aswar · اندونزی         | Ali al-Lanjawi · امارات متحده عربی | Suphathat Footrakul · تایلند |
| رانندگی ۱۱۰۰       | Attapon Kunsa · تایلند             | Phadit Buree · تایلند              | Saly Ou Moeut · کامبوج       |
| رانندگی محدود      | Ali al-Lanjawi · امارات متحده عربی | Aero Sutan Aswar · اندونزی         | Aqsa Sutan Aswar · اندونزی   |
| تغییر اسکی         | Saly Ou Moeut · کامبوج             | Kasidit Teeraprateep · تایلند      | Nuttakorn Pupakdee · تایلند  |

## جدول مدال‌ها
| رتبه  | کشور              | طلا | نقره | برنز | مجموع |
| ۱     | تایلند            | ۱   | ۲    | ۲    | ۵     |
| ۲     | اندونزی           | ۱   | ۱    | ۱    | ۳     |
| ۳     | امارات متحده عربی | ۱   | ۱    | ۰    | ۲     |
| ۴     | کامبوج            | ۱   | ۰    | ۱    | ۲     |
| مجموع | مجموع             | ۴   | ۴    | ۴    | ۱۲    |

## لینک‌ها
- جت اسکی در بازی‌های آسیایی ۲۰۱۸